# Acontia embolima
Acontia embolima är en fjärilsart som beskrevs av Druce 1889. Acontia embolima ingår i släktet Acontia och familjen nattflyn. Inga underarter finns listade i Catalogue of Life.